# Пюиоо
Пюиоо́ (фр. Puyoô) — коммуна во Франции, находится в регионе Аквитания. Департамент — Атлантические Пиренеи. Входит в состав кантона Ортез и Тер-де-Гав и дю Сель. Округ коммуны — По.
Код INSEE коммуны — 64461.

## География
Коммуна расположена приблизительно в 650 км к югу от Парижа, в 150 км южнее Бордо, в 55 км к северо-западу от По.
На юге коммуны протекает река Гав-де-По.

### Климат
Климат тёплый океанический. Зима мягкая, средняя температура января — от +5°С до +13°С, температуры ниже −10 °C бывают редко. Снег выпадает около 15 дней в году с ноября по апрель. Максимальная температура летом порядка 20-30 °C, выше 35 °C бывает очень редко. Количество осадков высокое, порядка 1100 мм в год. Характерна безветренная погода, сильные ветры очень редки.

## Население
Население коммуны на 2010 год составляло 1183 человека.
| 1962 | 1968 | 1975 | 1982 | 1990 | 1999 | 2010 |
| ---- | ---- | ---- | ---- | ---- | ---- | ---- |
| 1141 | 1154 | 1109 | 1117 | 1007 | 1032 | 1183 |

## Администрация
| Период | Период | Фамилия         | Партия                  | Примечания |
| ------ | ------ | --------------- | ----------------------- | ---------- |
| 1995   | 2020   | Мишель Лабурдет | Социалистическая партия |            |

## Экономика
В 2010 году среди 695 человек трудоспособного возраста (15-64 лет) 477 были экономически активными, 218 — неактивными (показатель активности — 68,6 %, в 1999 году было 64,2 %). Из 477 активных жителей работали 408 человек (213 мужчин и 195 женщин), безработных было 69 (28 мужчин и 41 женщина). Среди 218 неактивных 51 человек были учениками или студентами, 70 — пенсионерами, 97 были неактивными по другим причинам.

## Города-побратимы
- Фликсекур (Франция)

## Фотогалерея
- Въезд в Пюиоо
- Почта
- Район Ригулет
- Вокзал